# كاتي أوستن
كاثرين أوستن (بالإنجليزية: Katherine Austen)‏ أو معروفة بشكل أكبر باسم كيت Kate هي إحدى شخصيات المسلسل الأمريكي لوست. تلعب دورها الممثلة الكندية إيفانجيلين ليلي

## الشخصية
كايت أو «ذات النمش» (Freckles) كما يسميها سوير، ملاحقة من قبل القانون في العالم الحقيقي، طيبة القلب. تجيد اقتفاء الأثر واستخدام السلاح. وقد قامت بقتل ابيها لانه كان يعذب امها فقامت امها بالتبليغ عنها وأصبحت هاربة من وجهة العدالة.